# Ciprianiite
La ciprianiite è un minerale appartenente al gruppo dell'hellandite.

## Etimologia
Il nome è in onore del mineralogista del museo di storia naturale di Firenze Curzio Cipriani (1927-2007).